# Franculino Djú
Franculino Gluda Djú (født 28. juni 2004) er en guinea-bissausk professionel fodboldspiller, som spiller for Superliga-klubben FC Midtjylland og Guinea-Bissaus landshold.

## Klubkarriere

### Midtjylland
Efter at have spillet for Benfica på ungdomsniveau, skiftede Franculino til FC Midtjylland i juli 2023. Han scorede den 17. august sit første hattrick i en UEFA Conference League kvalifikationskamp imod cypriotiske Omonia.

## Landsholdskarriere
Franculino debuterede for Guinea-Bissaus landshold den 11. september 2023.